# Nick George (animateur)
Pour les articles homonymes, voir Nick George et George.
Nick George (né le 4 avril 1910 et mort le 2 décembre 1977  à Los Angeles, États-Unis) est un animateur et scénariste américain. Au sein des studios Disney, il a exercé le métier d'animateur, de scénariste.

## Filmographie

### Comme animateur
- 1932 : L'Atelier du Père Noël (Santa's Workshop)
- 1933 : Birds in the Spring
- 1933 : L'Arche de Noé
- 1933 : Mickey postier du ciel (The Mail Pilot)
- 1934 : La Souris volante (The Flying Mouse)
- 1933 : Old King Cole
- 1934 : Servants' Entrance
- 1934 : Histoire de pingouins (Peculiar Penguins)
- 1934 : Mickey tireur d'élite (Two-Gun Mickey)
- 1935 : Bébés d'eau (Water Babies)
- 1935 : Carnaval des gâteaux (The Cookie Carnival)
- 1936 : Papa Pluto (Mother Pluto)
- 1937 : Vacances à Hawaï (Hawaiian Holiday)
- 1937 : Les Quintuplés de Pluto (Pluto's Quin-puplets)

### Comme scénariste
- 1944 : Le Printemps de Pluto (Springtime for Pluto)
- 1947 : Mail Dog
- 1948 : Les Tracas de Donald (Drip Dippy Donald)
- 1948 : Le petit déjeuner est servi (Three for Breakfast)
- 1948 : Mickey et le Phoque (Mickey and the Seal)
- 1948 : Donald et les Fourmis (Tea for Two Hundred )
- 1949 : Pile ou Farces (Donald's Happy Birthday)
- 1949 : Sea Salts
- 1949 : Donald forestier (Winter Storage)
- 1949 : Le Miel de Donald (Honey Harvester)
- 1949 : Donald fait son beurre (All in a Nutshell )
- 1949 : Slide, Donald, Slide
- 1950 : Attention au lion (Lion Around)
- 1950 : Donald pêcheur (Hook, Lion and Sinker)
- 1950 : Donald à la plage (Bee at the Beach)
- 1950 : Donald blagueur (Out on a Limb)
- 1951 : Drôle de poussin (Chicken in the Rough)
- 1951 : Une partie de pop-corn (Corn Chips)
- 1951 : Donald pilote d'essai (Test Pilot Donald )
- 1951 : Donald gagne le gros lot (Lucky Number)
- 1951 : Bon pour le modèle réduit (Out of Scale)
- 1951 : Donald et la Sentinelle (Bee on Guard)
- 1952 : Le Verger de Donald (Donald Applecore)
- 1952 : Tic et Tac séducteurs (Two Chips and a Miss )
- 1952 : Let's Stick Together
- 1952 : Uncle Donald's Ants
- 1953 : Le Nouveau Voisin
- 1953 : Les Cacahuètes de Donald (Working for Peanuts)
- 1953 : Comment dormir en paix (How to Sleep )
- 1954 : Donald et les Pygmées cannibales (Spare the Rod)
- 1954 : Le Dragon mécanique (Dragon Around)
- 1954 : The Flying Squirrel
- 1954 : Donald visite le Grand Canyon (Grand Canyonscope)